# Mukhmel Pur
Mukhmel Pur es una ciudad censal situada en el distrito de Delhi noroeste,  en el territorio de la capital nacional,  Delhi (India). Su población es de 4931 habitantes (2011). 

## Demografía
Según el censo de 2011 la población de Mukhmel Pur era de 4931 habitantes, de los cuales 2649 eran hombres y 2282 eran mujeres. Mukhmel Pur tiene una tasa media de alfabetización del 84,75%, inferior a la media estatal del 86,21%: la alfabetización masculina es del 91,76%, y la alfabetización femenina del 76,74%.